# Психіатрична фармація
Психіатрична фармація, також відома як фармація психічного здоров'я, є областю клінічної фармації, що спеціалізується на лікуванні людей з психічними захворюваннями за допомогою психотропних препаратів. Це відділення нейропсихіатричної фармації, до складу якого входить неврологічна фармація. Сфери, де психіатричні фармацевти зустрічаються найбільше, це хімічна залежність, вади розвитку, заклади тривалого догляду, клініки прихильності, психіатричні клініки та пенітенціарна система. Однак психіатрія та неврологія — не єдині галузі, де фармацевти-психіатри потребують комплексних знань. Вони також повинні володіти досвідом вирішення клінічних проблем, міжпрофесіоналізмом і спілкуванням із розумінням і співчуттям до пацієнтів, яких вони обслуговують, оскільки вони є чутливою групою.

## Історія
Психіатрична фармація була запроваджена наприкінці 1960-х років. Перший раз, коли психіатр-фармацевт отримав можливість працювати в психіатричному відділенні в 1971 році за призначенням Служби охорони здоров'я США. Це стало місцем для першого опублікованого випадку, де була детально описана роль психіатра-фармацевта. Психіатри-фармацевти працювали не тільки в психіатричних стаціонарах та амбулаторно, але й у метадонових та дисульфірамових клініках, а також у центрах для людей з розумовими вадами. Протягом цього часу Університет Теннессі уклав контракти, які дозволяли надавати аптечні та клінічні послуги для місцевих психіатричних установ. Ця парадигма лікування включала деякі системи спільного управління медикаментозною терапією та управління медикаментозною терапією (MTM), які сьогодні використовують психіатричні фармацевти.
Коледж психіатричних і неврологічних фармацевтів (англ. College of Psychiatric and Neurologic Pharmacists, CPNP) — це професійна організація, яка представляє психіатричних фармацевтів у Сполучених Штатах. CPNP віддає заслуги двом ключовим фармацевтам у розвитку клінічної психіатричної фармації як спеціальності: доктору Глену Стіммелу, PharmD, BCPP та доктору Р. Лі Евансу, PharmD, FASHP, BCPP. Пізніше доктор Стіммел стане одним із засновників CPNP, а також буде її президентом. Доктор Метью Фуллер PharmD, BCPP, FASHP, президент Фонду CPNP у 2006—2007 рр., визнав доктора Штіммела «батьком психіатричної фармації». Спеціальність психіатрична фармація була визнана Радою фармацевтичних спеціальностей (англ. Board of Pharmacy Specialties, BPS) у 1992 році.

## Практики

### У США
Психіатрична фармація практикується психіатричними (також званими «нейропсихіатричними») фармацевтами. Психіатричні фармацевти, як правило, мають сертифікат ради за спеціальністю психіатрична фармація (СПФ), надаючи звання сертифікованого психіатричного фармацевта  Радою фармацевтичних спеціальностей (BPS), і прикріплюють пост-номінали після отримання професійних ступенів. Оскільки BPS не має окремої сертифікації для неврологів-фармацевтів, неврологи-фармацевти також можуть бути класифіковані як СПФ (справді, між двома спеціалізаціями існує значне збігання). Це не рідкість для психіатричних фармацевтів, які проходять спеціалізовану ординатуру (аспірантура 2 рік, скорочено «PGY2») за програмою психіатричної фармації. Програма СПФ підтверджує, що сертифікований фармацевт має прогресивні знання та досвід для покращення результатів і відновлення пацієнтів із психічними або неврологічними вадами шляхом розробки, впровадження, моніторингу та зміни планів лікування пацієнтів за потреби. Це також гарантує, що сертифікований фармацевт навчатиме пацієнтів, медичних працівників та інших зацікавлених сторін.
Психіатричні фармацевти працюють як у стаціонарних, так і в амбулаторних умовах.
Психіатричні фармацевти, які працюють в Управлінні охорони здоров'я ветеранів, можуть мати зарплату від 112 268 до 145 955 доларів.

### У Великій Британії
Психіатричну фармацію практикують спеціалісти-фармацевти з психічного здоров'я. Фармацевти-спеціалісти з питань психічного здоров'я, як правило, працюють у стаціонарних умовах у психіатричних лікарнях. Атестація здійснюється через Фармаційний коледж психічного здоров'я (CMHP), який оцінює досвід і здібності фармацевтів, які працюють у сфері психіатричної (психіатричної) фармації. Акредитовані члени отримують звання члена Коледжу фармації психічного здоров'я (MCMHP) і прикріплюють посади після отримання професійних ступенів. Відомі фармацевти-психіатри включають професора Девіда Тейлора, президента Фонду фармацевтичного коледжу психічного здоров'я.

## Сфера практики
Як експерти з фармакотерапії, психіатричні фармацевти навчені гарантувати, що пацієнти з психічними захворюваннями лікуються препаратами, які найбільш підходять для їх стану. Вони надають різноманітні послуги, спрямовані на те, щоб пацієнти отримували безпечне лікування, щоб побічні ефекти були мінімізовані (якщо не усунені), а фармакологічне лікування було ефективним для контролю або зупинки прогресування захворювання.

### Комплексне медикаментозне лікування
Психіатричні фармацевти надають послугу під назвою комплексне лікування ліків (CMM), яка передбачає ретельну оцінку теперішньої та минулої історії прийому ліків пацієнта, результати лабораторних досліджень і обстежень, а також цілі лікування. Під час CMM психіатричні фармацевти шукають проблеми, пов'язані з ліками (DRP), пов'язані з фармакотерапією їхніх пацієнтів, і виправляють їх у співпраці з психіатрами, соціальними працівниками та іншими членами міждисциплінарної команди охорони здоров'я, тісно співпрацюючи з пацієнтом та його родиною.

### Терапевтичний лікарський моніторинг
Психіатри-фармацевти забезпечують терапевтичний моніторинг ліків, який включає замовлення лабораторних тестів, які вимірюють концентрацію ліків у крові. Це особливо корисно в області психіатричної фармації, оскільки багато препаратів, які використовуються для лікування психічних захворювань (наприклад, цитрат літію та клозапін), мають вузьке терапевтичне вікно. Існує великий потенціал для серйозних побічних реакцій під час використання певних психіатричних препаратів, що робить терапевтичний моніторинг препаратів корисним інструментом для запобігання шкідливим наслідкам. Національна рада з поведінкового здоров'я, спільна організація, яка представляє інтереси професійних психіатричних організацій, пропонує рекомендації щодо цілеспрямованих міждисциплінарних втручань психіатричними фармацевтами, включаючи клініки, які ведуть фармацевти з клозапіну та надають послуги з введення ін'єкційних антипсихотичних препаратів тривалої дії.
Психіатричні фармацевти іноді залучаються до угод про спільну практику, між якими лікарі, що дозволяє фармацевтам додавати або вилучати ліки зі схеми лікування пацієнта, змінювати силу/дозу або частоту прийому ліків, тривалість лікування та шлях введення. У поєднанні з терапевтичним моніторингом препаратів це дозволяє психіатричним фармацевтам безпосередньо вносити зміни в режим лікування пацієнта на основі результатів лабораторних тестів.